# Virginia Kapić
Virginia Kapić (* 8. Dezember 1978) ist eine ehemalige indonesisch-kroatische rechtsextreme niederländische politische Aktivistin. Sie war Mitbegründerin der Nationale Alliantie (Nationalen Allianz; NA) in den Niederlanden. Davor war sie in der Nederlandse Volks-Unie (Niederländische Volks-Union; NVU) und die Nieuwe Nationale Partij (Neue Nationale Partei; NNP).

## Internetaktivitäten
Kapić wurde erstmals erwähnt, als sie Ende 2002 unter dem Namen Herr Doktor im rassistischen, neonazistischen und weißnationalistischen Internetforum Stormfront aktiv war.

## Politische Aktivitäten
Gleichzeitig wurde sie Mitglied der ausgesprochenen Neonazi-Partei NVU. Sie verließ es, nachdem sie mit seinem Anführer Constant Kusters in Streit geraten war, den sie zuerst bewunderte und dann verabscheute. Einige Monate später wurde sie Mitglied der weißnationalistischen Partei NNP, wo sie Vorstandsmitglied der Jugendgruppe der Partei wurde.
Im November 2003 gründete sie zusammen mit Jan Teijn die Nationale Alliantie. Kapić wurde Parteisekretär und Administrator der Website.

## Antisemitismus
2004 wurde sie im sechsten Monitor Rassismus und Rechtsextremismus von Jaap van Donselaar und Peter R. Rodrigues von der Anne Frank Stiftung genannt, in dem mehrere antisemitische Äußerungen von ihr zitiert wurden. Im NA-Forum schrieb sie unter anderem: „Ich glaube, dass die Juden eine völlig eigene Schöpfung sind. Sie sind anders als alle anderen Schöpfungen auf Mutter Erde und für mich repräsentieren sie das Böse. Weil sie das Böse sind, würde ich sie ausrotten, wie es mit Küchenschaben gemacht wird.“ Ein NA-Sprecher sagte, dass die Äußerungen eine „jugendliche Indiskretion“ seien und dass Kapić’ Standpunkte „verfeinert“ worden seien.

## Neonazistische Aktivitäten
Im März 2005 wurde Kapić zusammen mit einem Parteikollegen in Belgien festgenommen, als sie an einem paramilitärischen Trainingslager der flämischen Neonazi-Gruppe Bloed, Bodem, Eer en Trouw (Blut, Boden, Ehre und Treue) teilnahm. Die Gruppe patrouillierte mit Masken, Kampfanzügen und Nachtsichtgeräten in der Umgebung. Bei einer Polizeirazzia wurden NS-Propagandamaterial und Stichwaffen beschlagnahmt.
Kurz nach seiner Verhaftung trat Kapić als Parteisekretär der NA zurück. Sie blieb im Hintergrund aktiv und fungierte als Bindeglied zwischen der Nationale Alliantie und dem aus Großbritannien stammenden Netzwerk von Blood and Honour. Sie rief auch die Parteianhänger auf, dem Beispiel der Terrorverdächtigen Samir Azzouz und Mohammed Bouyeri zu folgen. Später erklärte sie, dass sie meinte, „ein Beispiel dafür zu geben, einen felsenfesten Glauben zu haben.“

## Aktivitäten in der kroatischen Diaspora
Kapić war auch in der kroatischen Diasporapolitik aktiv, als Hauptorganisator für die Croatian Worldwide Association (Kroatische Weltvereinigung; CWA), eine NGO, die versuchte, General Ante Gotovina und andere kroatische Generäle, die vor dem Internationalen Strafgerichtshof für das ehemalige Jugoslawien angeklagt waren, freizulassen. Sie war auch Moderatorin im CroRadio-Forum, wo sie rassistische Kommentare veröffentlichte.

## Buch
Im Dezember 2008 veröffentlichte sie ein Buch mit dem Titel De Ongeliefde Waarheid (Die ungeliebte Wahrheit), in dem sie weitere antisemitische Bemerkungen machte (z. B. „Sie (die Juden) kontrollieren die Medien und regieren die USA.“) und leugnete auch den Holocaust (z. Bb „(es gibt) keine Dokumente, dass Adolf Hitler und seine Leute jemals den Befehl gegeben haben, Juden zu vergasen.“ und das „(Hitler) wollte sie durch Mobbing loswerden, was später zu Konzentrationslagern führte, in denen gearbeitet wurde“, zu denen sie hinzufügte „Arbeit veredelt.“)

## Privatleben
Kapić wurde am 8. Dezember 1978 in Rotterdam mit indonesisch/kroatischem Hintergrund geboren und spricht Niederländisch und Kroatisch. Sie identifiziert sich als vegane Christin.